# Tehaapapa II
Maerehia de Raiatea e Tahaa (1824 - 28 de maio de 1893) era uma princesa de Raiatea e Tahaa, da dinastia Tamatoa. Ela era esposa do Ariimate de Huahine, fundador da dinastia Teururai que reinou sobre a ilha de Huahine e Maia'o durante o século 19. Ela era rainha de Huahine e Maia'o e mais tarde rainha regente, governando o reino. Tehaapapa II foi rainha de Huahine de 1868 até sua morte em 1893.

## Biografia
Tehaapapa II naceu em Raiatea, era a única filha sobrevivente do rei Tamatoa de Ra'iatea (1797-1857) e sua esposa plebeu Mahuti de Vaiari. Assim, ela pertence à Família Tamatoa. Ela foi o último membro da dinastia Tamatoa. 

## Rainha consorte
No início do ano 1850, uma guerra civil deposto outra irmã mais velha de seu pai, Teri'itaria II. Os principais dignitários escolheu chefe Ari'imate para ser rei e é por isso que ele assumiu a soberania em 18 de março de 1852.
Ele foi instalado como rei de Huahine em 1852. Sua coroação aconteceu no dia 18 de março de 1852.
Princesa Maerehia tornou-se rainha consorte para o marido.

## Rainha reinante
Vinte anos mais tarde, uma nova guerra civil deposto seu marido em 1868.  Ela sucedeu-lhe e tomou o nome reinado de Teha'apapa II.
Em 1890, ela aceitou o protetorado francês em seu reino. Ela morreu entre sua família em 1893. Sua neta conseguiu-la sob o nome de Tehaapapa III.

## Casamento e filhos
Ela se casou em 1840, com Ari'imate de Te-Fare-ri-i, e teve doze filhos:
- Princesa Témari'i Teururai (1848-1891), a futura rainha de Huahine.
- Princesa Tapiria Teururai (1850-1888)
- Príncipe Marama Teururai (1851-1909), chefe da família real de Huahine e pai de rainha Tehaapapa III de Huahine.
- Princesa Vai-Ra'a-toa Teururai, ela teve emitir três filhos.
- Príncipe Ari'imate Teururai (1853-1907), último rei de Ra'iatea e Taha'a.
- Príncipe Téri'i-té-po rou-ara'i Teururai (1857-1899), sua família estabelecida em Tahiti.
- Príncipe Fatino Marae-ta'ata Teururai (1859-1884), Ele teve emitir oito filhos.
- Princesa Tu-rai-Ari'i Teururai (1862-?), Ela teve problema duas crianças através de uma união irregular.
- Princesa Téri'i-na-va-ho-ro'a Teururai (1863-1918), teve onze filhos.
- Princesa Te-fa'a-ora Teururai (1868-1928), ela teve duas filhas.

Seus filhos permanecerá membro da família real do antigo reino de Huahine-Maia'o e Raiatea-Tahaa desde o fim da monarquia.